# 渡部慶之進
渡部 慶之進（わたなべ けいのしん、1897年（明治30年）5月2日 - 1976年（昭和51年）2月12日は、大蔵省専売局、台湾総督府専売局、交通局の官僚。戦後に高砂香料工業の取締役会長などを務めた実業家。位階および勲等は従四位・勲三等。

## 人物
元松江藩士で、小学校教師や郡官吏を務めていた渡部善継の三男として生まれる。父の兄は教育者で県議会議員となった渡部寛一郎。第三高等学校、東京帝国大学卒業後、大正12年、大蔵省専売局に勤務し、高等文官試験に合格している。1925年（大正14年）台湾総督府専売局が優秀な人材を内地に求めていたところ、該当の人材ということで移籍する。このとき専売局長は渡部の移籍話を躊躇するほどであった。そのため移籍後は特別の優遇の方法を講ぜられたいと申し送りしている。1933年（昭和8年）総督府鉄道部に移り、庶務課長から鉄道部長を務めるが、病気のため退官する。
戦後、1949年（昭和24年）に「旧日本占領地域に本店を有する会社の本邦内にある財産の整理に関する政令（昭和24年8月1日政令第291号）が公布されると、台湾だけでなく旧外地に本店を持つ企業の日本国内財産の整理を代表して行う特殊整理人に就任した。ここで数百社の整理を行う。その外、高砂香料工業株式会社の監査役、取締役、会長のほか、大和樟腦株式会社社長、亜南産業社長を務めるその他数社の代表取締役を務めた。著書として「台湾鉄道読本」（春秋社）1939年があり、本書は2006年に台湾國史館文献館から中国語訳も出版されている。
趣味はゴルフで、戦前は台湾ゴルフ倶楽部の理事も務めている。

## 経歴
- 1897年（明治30年）5月2日 - 島根県松江市松江市で出生。
- 1919年（大正8年）7月2日　第三高等学校第一部甲類を卒業する。[5]
- 1922年（大正11年）
  - 3月31日　東京帝国大学法学部法律学科（イギリス法）を卒業する。[6]
  - 4月12日　大蔵省専売局に奉職、専売局書記、専売局長官官房勤務を命ぜられる。[7]
  - 11月13日　高等文官試験行政科に合格する。[8]
- 1923年（大正12年）7月23日　専売局副参事に任命され、福岡地方専売局勤務を命ぜられる。[9]
- 1924年（大正13年）12月8日　福岡地方専売局長心得を命ぜられる（12月20日まで）。[10][11]
- 1925年（大正14年）
  - 1月20日　徳島地方専売局在勤を命ぜられる。[12]
  - 3月9日　台湾総督府専売局に転任し、台湾総督府事務官兼専売局参事となる。[13][1]
  - 8月20日　事務官を免じられ、専売局専任になる。[14]
- 1927年（昭和2年）7月27日　台湾総督府専売局樟腦課長を命じられる。[15]
- 1928年（昭和3年）9月18日　台湾総督府専売局庶務課長兼務を命ぜられる。[16]
- 1929年（昭和4年）
  - 6月27日　欧米各国ヘ出張を命ぜられる。[17]
  - 10月15日　台湾総督府事務官兼務となり、殖産局特産課勤務を命ぜられる。[18][19]特産課では欧米に出張して、アメリカにおける台湾製茶の販路拡張の業務および欧米での物産販路の調査に従事する。
- 1930年（昭和5年）12月24日　台湾総督府専売局塩腦課長を命ぜられる。[20]
- 1931年（昭和6年）
  - 3月2日　台湾総督府専売局庶務課長兼務を命ぜられる。[21]
  - 5月22日　台湾総督府専売局庶務課長を命ぜられる。[22]
  - 6月12日　殖産局の兼務を免ぜられる。[23]
  - 10月12日　台湾総督府専売局酒課長兼務を命ぜられる。[24]

1932年（昭和7年）7月29日　台湾総督府専売局塩腦課長を命ぜられる。
- 1933年（昭和8年）10月3日　台湾総督府交通局参事、経理課長を命ぜられる。[23][26][27]
- 1935年（昭和10年）10月5日　台湾総督府交通局鉄道部庶務課長兼務を命ぜられる。[28]
- 1938年（昭和13年）
  - 5月31日　台湾総督府交通局理事、鉄道部長に任じられる。[29]
  - 8月20日　情報に関する重要事務の連絡調整を目的に設置された、台湾総督府臨時情報部参与を命ぜられる。[30]
- 1939年（昭和14年）
  - 3月31日　鉄道現業員教習所所長兼務を命ぜられる。[31]
  - 9月30日　病気手術のため休職する。[32]
- 1940年（昭和15年）
  - 3月2日　復職する。[33]
  - 7月8日　病気のため依願免官（退職）。[34]
- 1949年（昭和24年）
  - 日附不明　高砂香料株式会社の監査役に就任する。[35]
  - 8月1日　「旧日本占領地域に本店を有する会社の本邦内にある財産の整理に関する政令」（昭和24年8月1日政令第291号）が制定され、以降、特殊整理人に就任した会社は数百社におよび、整理を行う。
- 1953年（昭和28年）6月20日　高砂香料工業株式会社取締役会長に就任する。[36]
- 1961年（昭和36年）5月31日　高砂香料工業株式会社の会長を退任し、取締役となる。[36]
- 1976年（昭和51年）2月12日　死去する。この時点でも清算が終了していない外地に本店を持つ会社が約20社あり、特殊整理人の引き継ぎが行われている。

## 栄典
叙位
- 従七位 1923年（大正12年）11月10日[37]
- 正七位 1924年（大正13年）9月15日[38]
- 従六位 1926年（大正15年）12月1日[39]
- 正六位 1929年（昭和4年）5月2日[40]
- 従五位 1932年（昭和7年）2月1日[41]
- 正五位 1937年（昭和12年）2月15日[42]
- 従四位 1940年（昭和15年）8月6日[43]

勲等
- 勲六等瑞宝章 1934年（昭和9年）12月1日[44]
- 勲五等瑞宝章 1938年（昭和13年）8月13日[45]
- 勲四等瑞宝章 1939年（昭和14年）2月14日[46]
- 勲三等瑞宝章 1940年（昭和15年）4月29日[47]
- 勲三等旭日中綬章 1968年（昭和43年）4月29日[48]